# Rothschildia winbrechlini
Rothschildia winbrechlini is een vlinder uit de onderfamilie Saturniinae van de familie nachtpauwogen (Saturniidae).
De wetenschappelijke naam van de soort is voor het eerst geldig gepubliceerd door Ronald Brechlin & Meister in 2012.

## Type
- holotype: "male. 26-31.VIII.2011. Barcode: BC-RBP 6220"
- instituut: MWM, München, Duitsland
- typelocatie: "Mexico, Est. Oaxaca, 27 km. NE Huatulco, near Finca Monte-Carlo, 15°59.6'N, 96°06.3'W"